# Villa Epecuén

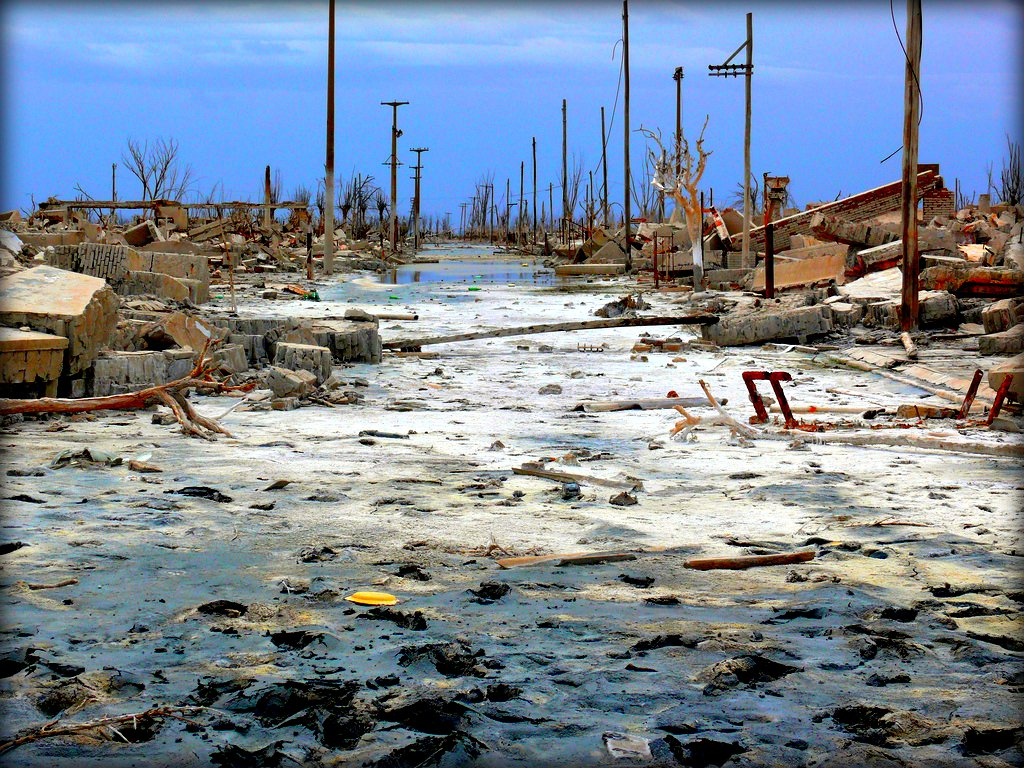
Ruïnes de Villa Epecuén

Villa Epecuén és un despoblat vora un llac a Adolfo Alsina, al sud-oest de la província de Buenos Aires, Argentina.
Situada a 7 km de la ciutat de Carhué, va ser fundada el 1921 a la vora del llac del mateix nom, i va arribar a tenir prop de 1.500 habitants, essent visitada per una mitjana de 25000 turistes durant l'estiu.
No obstant això, el 10 de novembre de 1985 una inundació provocada per un creixement del llac va submergir a la ciutat completament sota l'aigua, obligant a evacuar-la totalment. En els últims anys l'aigua ha començat a retirar-se, deixant a la vista les ruïnes de la ciutat, que s'han convertit en si mateixes en un atractiu turístic. El 2013 l'aigua es retirà totalment i tornà a ser visitat per turistes.
L'abrupta destrucció de la ciutat, juntament amb les seves ruïnes, van despertar l'interès de periodistes, antropòlegs, fotògrafs i esportistes.